# Wilhelm Cramer
Wilhelm Cramer (ochrzczony 2 czerwca 1746 w Mannheimie, zm. 5 października 1799 w Londynie) – niemiecko-angielski skrzypek, kompozytor i dyrygent.

## Życiorys
Uczył się muzyki u swojego ojca, Jacoba Cramera (1705–1770), skrzypka kapeli dworskiej w Mannheimie. Później kształcił się u Johanna Stamitza, Giovanniego Basconiego i Christiana Cannabicha. Początkowo grał jako skrzypek w kapeli dworskiej w Mannheimie, następnie przeniósł się na dwór Karola Eugeniusza Wirtemberskiego w Stuttgarcie. W 1769 roku wyjechał do Paryża, gdzie był członkiem Concert Spirituel. W 1772 roku na zaproszenie Johanna Christiana Bacha osiadł w Londynie, gdzie mieszkał do końca życia. W Anglii zasłynął jako skrzypek i dyrygent. Jego własne kompozycje nie zdobyły sobie jednak uznania. Skomponował 10 koncertów skrzypcowych, 6 kwartetów smyczkowych, 12 triów na swoje skrzypiec i basso continuo, 6 sonat na skrzypce i basso continuo.
Muzykami byli również jego synowie, Johann Baptist Cramer i Franz Cramer.